# Dionigi di Rijkel
Dionigi di Rijkel, noto anche come Dionigi il Certosino (in latino Dionysius Cartusianus) o come Denys van Leeuwen, Denis Ryckel, Dionysius van Rijkel, Denys le Chartreux o altre combinazioni di questi termini (Rijkel, 1402 – Roermond, 12 marzo 1471), è stato un monaco cristiano, presbitero e mistico belga.
È conosciuto con il titolo di «dottore estatico». La Chiesa cattolica lo riconosce con il titolo di venerabile. In alcuni martirologi locali è festeggiato come beato il 12 marzo.

## Biografia
Nacque nella celebre famiglia dei Van Leeuwen a Rijkel presso Saint-Trond (Belgio) nel 1402.
Nella prima giovinezza avvertì presto una forte attrattiva per la vita monastica.
Entrò nella Certosa di Ruremonda, dove trovò l'ambiente ideale per il suo desiderio di santificazione. Si diede all'apostolato della scrittura; l'intera raccolta dei suoi scritti e delle sue opere consiste di 42 volumi, di cui il “Commento alla Bibbia” è l'opera principale e più vasta.
Nel 1459 fu nominato Procuratore dell'Ordine Certosino.
Fu incaricato di fondare una nuova certosa presso 's-Hertogenbosch.
Passò gli ultimi anni nel silenzio e nella preghiera; dopo una lunga malattia morì il 12 marzo 1471. Con l'incendio della Certosa di Ruremonda del 1554 e con i successivi disordini provocati dalla rivoluzione protestante si persero le tracce della sua tomba, che venne poi ritrovata nel 1609 dal vescovo di Ruremonda.

## Opere

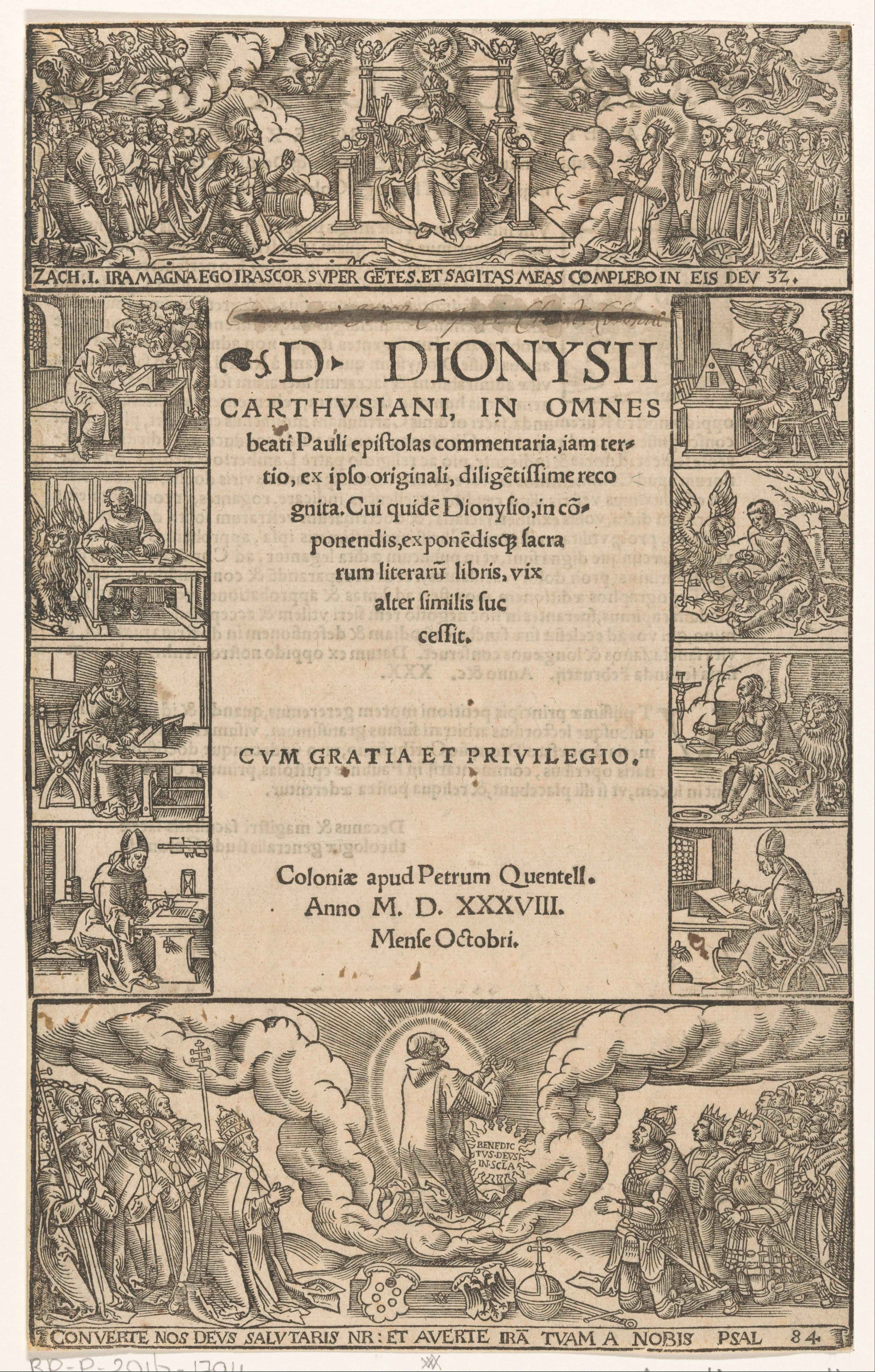
D. Dionysii carthusiani, in omnes beati Pauli epistolas commentaria, Colonia, Peter Quentel, 1538.

Nella sua immensa produzione letteraria, si denota una profonda conoscenza di tutti i maggiori filosofi greci, arabi e latini; inoltre dei Padri della Chiesa e della teologia scolastica; sapeva alla perfezione tutti i grandi trattati di ascetica e mistica.
Alcune sue opere principali sono:
- Commento alla Bibbia
- Commentario di Pietro Lombardo
- Commentario di Dionigi Areopagita
- Compendium philosophicum
- Compendium Theologicum
- Contra perfidiam Mahometi
- De ente et essentia
- De Lumine Christianæ Theoriæ
- De Laudibus B. V. Mariæ
- De Præconio B. V. Mariæ
- De quatuor Novissimus
- De remedio tentationum
- De venustate mundi et pulchritudine Dei
- Summa Fidei Orthodoxæ

Scrisse, inoltre, altri trattati riguardanti la morale, l'ascetica, la disciplina ecclesiastica, la liturgia, nonché sermoni per tutte le domeniche e le feste dell'anno liturgico.
Una delle opere più note, il Trattato del divino Dionisio Cartusiano della Gravezza et enormità del peccato (Venezia: Domenico Farri, 1572), fu tradotta da Bartolomeo Dionigi.

## Culto
Fin dall'inizio fu venerato come beato; agiografi successivi lo riportano con il titolo di venerabile.